# چیکائی یامادا
چیکائی یامادا (ژاپنی: 山田 千愛؛ زادهٔ ۲ اوت ۱۹۶۶) بازیکن فوتبال اهل ژاپن و عضو تیم ملی فوتبال زنان ژاپن است که در تاریخ ۱۷ اکتبر ۱۹۸۴ میلادی اولین بازی ملی‌اش را انجام داد. او در ۲۱ بازی ملی حضور داشت و آخرین بازی ملی خود را در تاریخ ۲۹ دسامبر ۱۹۸۹ میلادی انجام داد. چیکائی یامادا در بازی‌های ملی‌اش
۳ گل به ثمر رساند.